# Zorzines catosophia
Zorzines catosophia là một loài bướm đêm trong họ Noctuidae.